# 1122. grenadirski polk (Wehrmacht)
1122. grenadirski polk (izvirno nemško 1122. Grenadier-Regiment; kratica 1122. GR) je bil pehotni polk Heera v času druge svetovne vojne.

## Zgodovina
Polk je bil ustanovljen 11. julija 1944 kot sestavni del 558. grenadirske divizije.